# Холл, Мари Боас
Мари Боас Холл (также просто Мари Боас, англ. Marie Boas Hall; 18 октября 1919, Спрингфилд, Массачусетс — 23 февраля 2009) — американский историк науки. Доктор философии (1949). Эмерит Имперского колледжа Лондона, прежде профессор Индианского университета; член Американской академии искусств и наук (1955) и Британской академии (1994). Первый лауреат Пфайзеровской премии (1959), также удостоена George Sarton Medal (1981).

## Биография
Происходила из академической семьи Новой Англии, родители преподавали английский в Wheaton College (Massachusetts), мать была фул-профессором; ее предки в основном происходили из еврейских общин немецкоязычных стран. Дядей ей приходится историк идей George Boas. Старший брат — математик Ralph P. Boas Jr.
В 1935-1936 годах изучала английский язык и химию в колледже, где преподавали ее родители. Увлекшись химией, поступила в женский колледж Рэдклиффа при Гарварде. Из-за изменений с началом Второй мировой войны, Боас станет одной из двух первых студенток Гарварда, посещавших там лекции наравне со студентами-мужчинами. Окончит его в 1940 году, в 1942 году получит степень магистра. Летом того же года вызвалась работать как гражданское лицо в Корпус связи Армии США. Покинет его в середине 1944 года; затем поступит в секретную Радиационную лабораторию в Массачусетском технологическом институте, где разрабатывались новые типы радаров. Однажды выскажется, что в целом «ненавидела военные годы… чувствовала, что упускаю жизнь».
Станет аспиранткой Генри Герлака (1910-1985), профессора истории науки в Корнеллском университете, первой там аспиранткой по истории науки. Как отмечают, первоначально она предложила историю атомизма для своей диссертации — не осознавая еще, насколько обширной была эта тема. Герлак же предложил ей исследовать историю пневматики, а в конечном же счете она напишет диссертацию о Бойле и корпускулярной философии — как исследование теорий материи в семнадцатом веке. Ее тогдашняя радикальная историографическая позиция возникла из изучения «Etudes galiléennes» Койре. Основная часть диссертации выйдет в виде многостраничной статьи в Osiris, под названием «Установление механической философии».
В 1949-1952 годах ассистент-профессор истории Массачусетского университета в Амхерсте, а в 1952-1957 годах аналогично — Брандейского университета. В 1957-1961 годах ассоциированный профессор истории науки Калифорнийского университета в Лос-Анджелесе. В 1961-1963 годах профессор истории и логики науки Индианского университета в Блумингтоне. В 1963-1980 годах ридер истории науки и технологий Имперского колледжа Лондона, с 1981 года эмерит.
С 1953 по 1957 год, за исключением 1956 года (когда Кун взял на себя эту роль) являлась секретарем Общества истории науки.
Ее первая книга Robert Boyle and Seventeenth Century Chemistry (Cambridge, 1958) выиграла первую премию Пфайзера, присуждаемую Обществом истории науки. Она также автор All Scientists Now: the Royal Society in the Nineteenth Century (Cambridge, 1984), показавшей, как научное сообщество в девятнадцатом веке намеренно стремилось придать себе исключительную профессиональную идентичность - что отзовется в известном споре о «физиках и лириках» в сер. 20 века. Исследования раннего Королевского общества стали предметом двух ее последних книг — Promoting Experimental Learning (Cambridge, 1991), а вторая же — биография Генри Ольденбурга, имела подзаголовок «Формирование Королевского общества» (Оксфорд, 2002).
Преподававшая в Массачусетском университете, она собралась в Англию, чтобы изучить работы Роберта Бойля. Прознавший о том Томас Кун предположил, что поскольку тематика ее интересов пересекается с оными же у Руперта Холла, ей стоит с тем пообщаться. Вероятно, после совместного участия в восьмом Международном конгрессе истории науки (1958), проходившем во Флоренции и Милане, их с Холлом отношения вышли за рамки одних только дружеских (он был тогда женат; но сам замечал, что уже к 1947-му его брак, по крайней мере с его стороны, был в беде). Он расторгнет свой брак в 1959 и они узаконят свои отношения в том же году. Хотя Мари Боас Холл признавала себя младшим партнером в их союзе коллег — историков науки, сам А. Р. Холл, как и, например, его старший товарищ из Кембриджа Г. Баттерфилд, считали именно ее лучшей из них двоих.